# John Pius Boland
John Pius Boland (født 16. september 1870 i Dublin, død 17. marts 1955) var en irsk jurist, politiker og tennisspiller.

## Opvækst og uddannelse
John Boland var søn af en bager fra Dublin, og han blev forældreløs som tolvårig. Han blev herefter adopteret af en familie, der opfordrede ham til at prøve kræfter med tennis; han var samtidig engageret i cricket og rugby.
Han kom på universitet i London, fortsatte derpå i Bonn, inden han tog sine eksamener i jura i Oxford. Her inviterede han i 1994 en græsk bekendt, Konstantinos Manos, til at holde et foredrag, og grækeren valgte at tale om genoplivningen af de olympiske lege. Da Boland i 1896 af Manos blev inviteret på ferie i Athen, opfordrede Manos Boland til at stille op ved de første olympiske lege, der netop blev afholdt på den tid, og som Manos var med i organisationskomiteen for.
Boland havde ikke større erfaring i turneringstennis, men stillede op i singleturneringen for Storbritannien, som hans hjemland, Irland, hørte under på den tid. I single var der tilmeldt tretten spillere, som blev delt i fire puljer. Boland vandt sin pulje med en sejr over tyskeren Fritz Traun og en græsk spiller, og Boland var dermed i semifinalen. Her besejrede han endnu en græker, Konstantinos Paspatis, hvorpå han mødte en tredje græker, Demetrius Casdagli. Boland vandt 6-2, 6-2 og blev dermed den første olympiske mester i herresingle.
Fritz Traun var også tilmeldt i double, men hans makker var blevet skadet, så i stedet fik han Boland som makker. Efter sejr over et græsk par i indledende runde sad Boland og Traun over i semifinalen, hvorpå de i finalen mødte det græske par Casdagli og Dimitrios Petrokokkinos, som de besejrede 5-7, 6-3, 6-3, og dermed blev Boland dobbelt olympisk mester.
Boland blev beskikket advokat i 1897, men udnyttede ikke denne beskikkelse, idet han gik ind i politik. Han blev i stedet medlem af det britiske parlament 1900-1918. Han var ivrig fortaler for forbedring af skolegang og uddannelse i Irland og var blandt andet med i den kommission, der etablerede det første nationale irske universitet i 1908. Boland var generalsekretær for Catholic Truth Society i perioden 1926-1947. Han var desuden hele sit liv en stærk fortaler for fremme af det irske sprog.
Boland var gift og havde seks børn, hvoraf datteren Honor Crowley var politiker og medlem af det irske underhus i en årrække, og en anden datter, Bridget Boland, blev kendt som forfatter og dramatiker.